# Terariu

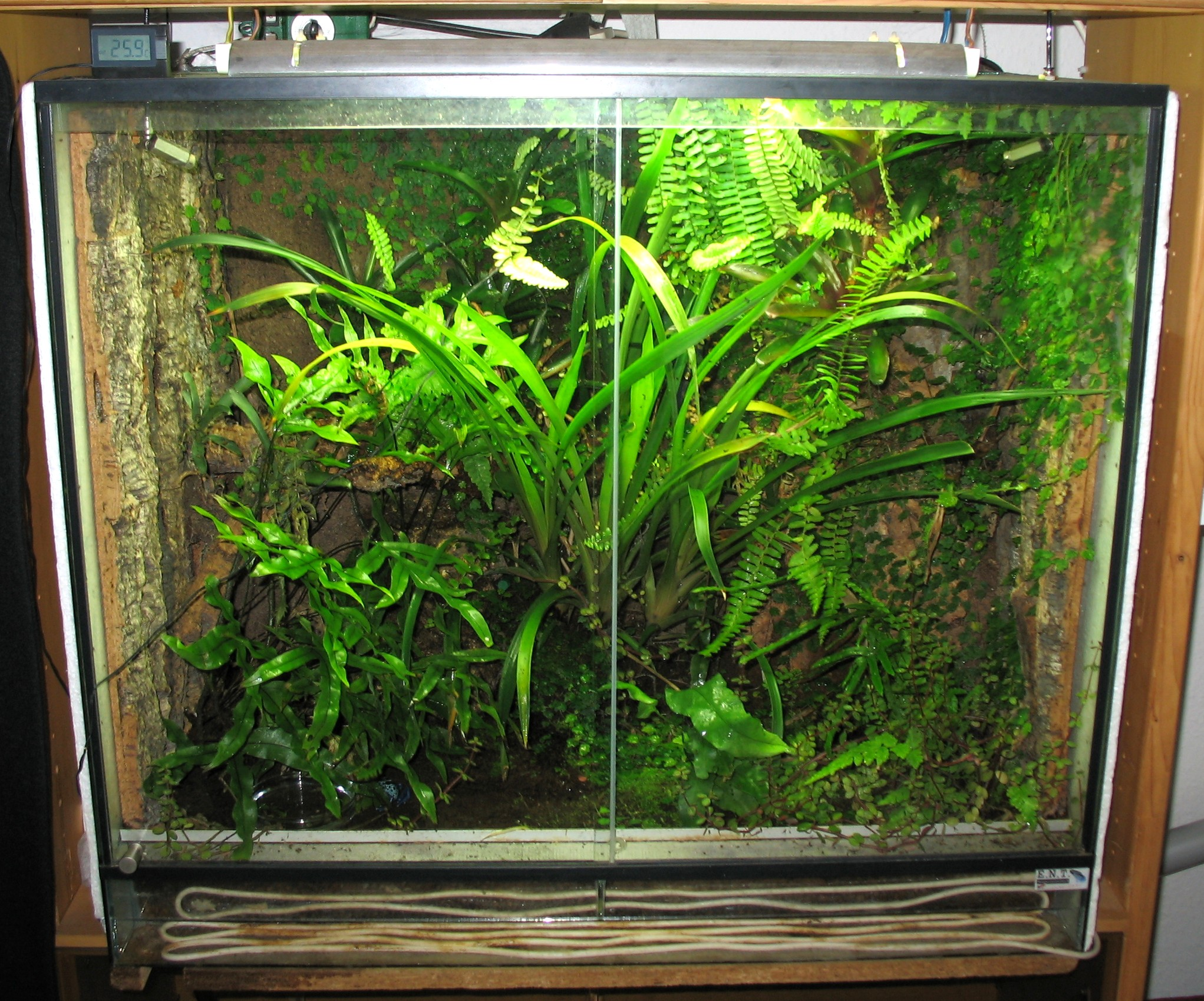
Terariu

Terrarium (lat. terra, pământ) este un fel de acvariu uscat sau umed, în care se află pământ cu plante ornamentale sau animale exotice, în special insecte, reptile, amfibii. Unele din ele se află în încăperi cu lumină artificială, umiditate controlată și aer condiționat. Ele caută  să creeze un microclimat asemător climei de unde provine planta sau animalul.
Exemple de animale crescute în Terrrarium: șerpi de mare din mările tropicale din sud  ca, Nerodia fasciata, hamsterul giungar (Phodopus sungorus), broasca cu ochi roșii (Agalychnis callidryas), salamandra chineză (Cynops orientalis), broasca țestoasă ornamentală (Chrysemys picta dorsalis), cameleonul cu corn (Bradypodion tavetanum), păianjenul tigru (Poecilotheria regalis), șopârla  cu guler (Chlamydosaurus kingii), lăcusta australiană (Extatosoma tiaratum), păianjenul albastru din Burma (Haplopelma lividum), șopârla leguan (Anolis cybotes), broasca arboricolă vărgată (Epipedobates tricolor), vipera dungată orientală (Thamnophis sauritus sauritus), șopârla australiană cu ghimpi (Pogona vitticeps), păianjenul cu picioare roșii (Brachypelma auratum), sau scorpionul nord-african (Androctonus australis).